# Baeoura bilobula
Baeoura bilobula är en tvåvingeart som beskrevs av Alexander 1966. Baeoura bilobula ingår i släktet Baeoura och familjen småharkrankar. Inga underarter finns listade i Catalogue of Life.